# Relaciones Arabia Saudita-Venezuela
Las relaciones Arabia Saudita-Venezuela se refieren a las relaciones internacionales que existen entre Arabia Saudita y Venezuela. Ambos países son miembros de la Organización de Países Exportadores de Petróleo (OPEP).

## Historia
El 20 de abril de 1977, el presidente venezolano Carlos Andrés Pérez inició una gira oficial en el Medio Oriente, incluyendo a Arabia Saudita.
En enero de 2015, durante la crisis económica en Venezuela y la caída de los precios internacionales del petróleo, el presidente Nicolás Maduro realizó una gira por siete países en búsqueda de recursos y de apoyo para financiar los gastos del gobierno, incluyendo a Arabia Saudita.
En 2016 Maduro volvió a realizar otra gira con el objetivo de promover la subida del precio del petróleo, donde visitó Arabia Saudita nuevamente. Según Eulogio del Pino, ministro de petróleo de Venezuela, Arabia Saudita se unió a la propuesta de Maduro para conseguir la recuperación de los precios.